# Браян Стейл
Браян Джордж Стейл (англ. Bryan George Steil; нар. 3 березня 1981, Джейнсвіль, Вісконсин) — американський бізнесмен, політик-республіканець. Член Палати представників від 1-го виборчого округу штату Вісконсин (з 2019).

## Біографія
Закінчив Джорджтаунський університет (2003), отримав ступінь доктора права в Університеті Вісконсин-Медісон (2007).
З 2003 по 2004 рік — помічник конгресмена Пола Раяна.
Колишній регент Вісконсинського університету.